# Sa mạc sao Hải Vương

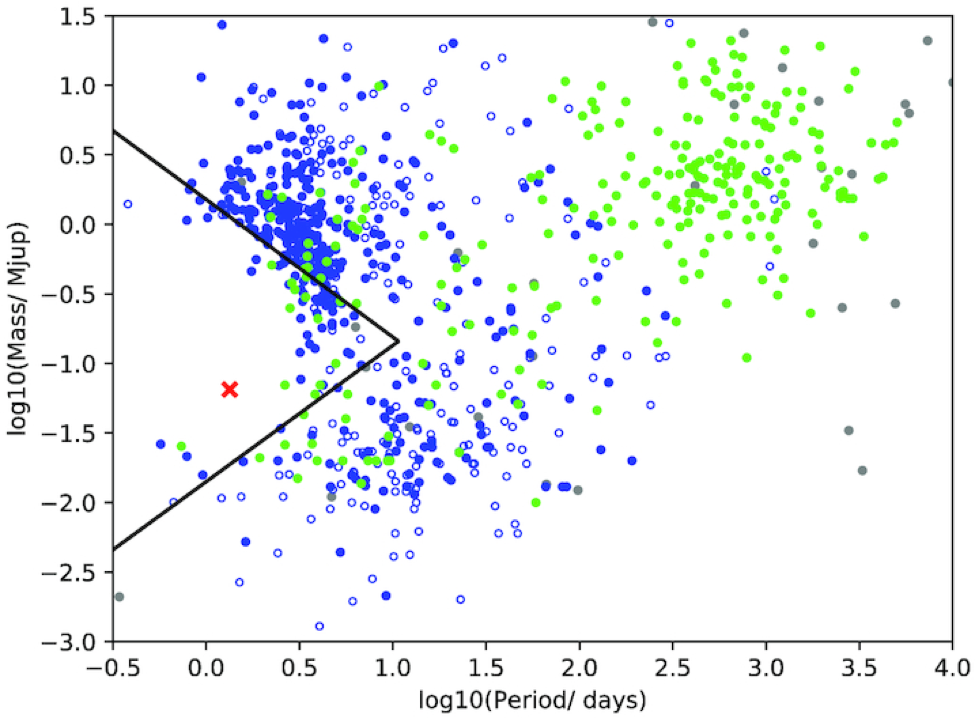
Phân bố khối lượng so với thời kỳ quỹ đạo cho các hành tinh có khối lượng đo được. Các đường màu đen tượng trưng cho sa mạc Sao Hải Vương. NGTS-4b được hiển thị dưới dạng chữ thập đỏ.

Sa mạc sao Hải Vương được định nghĩa rộng rãi là khu vực gần một ngôi sao (thời kỳ < 2-4 ngày) trong đó ngoại hành tinh không có kích cỡ tương đương sao Hải Vương (> 0,1 MJ) được tìm thấy.  Khu vực này nhận được sự chiếu xạ mạnh từ ngôi sao, có nghĩa là các hành tinh không giữ được bầu khí quyển của chúng khi chúng bốc hơi chỉ để lại một lõi đá. Vì các hành tinh có kích thước tương tự như sao Hải Vương sẽ dễ dàng tìm thấy hơn trong các quỹ đạo trong thời gian ngắn và nhiều hành tinh đủ lớn đã được phát hiện với quỹ đạo dài hơn từ các cuộc khảo sát như CoRoT và Kepler.  Các cơ chế vật lý dẫn đến sa mạc sao Hải Vương quan sát hiện chưa được biết, nhưng đã được đề xuất là do một cơ chế hình thành khác nhau cho siêu Trái đất trong thời gian ngắn và các ngoại hành tinh của Jovian, tương tự như lý do cho sa mạc lùn nâu.
Hành tinh ngoài hệ mặt trời NGTS-4b, với khối lượng 20 M⊕, và bán kính 20% nhỏ hơn so với bán kính sao Hải Vương, đã được tìm thấy vẫn còn có một bầu không khí trong khi quay quanh trong 'sa mạc sao Hải Vương'. Bầu khí quyển có thể tồn tại do các hành tinh có khối lượng lõi cao bất thường, hoặc nó có thể đã di chuyển đến quỹ đạo gần hiện tại của nó sau kỷ nguyên hoạt động sao cực đại này.